# フィヒテナウ
フィヒテナウ (ドイツ語: Fichtenau) は、ドイツ連邦共和国バーデン＝ヴュルテンベルク州北東部シュヴェービッシュ・ハル郡に属す町村（以下、本項では便宜上「町」と記述する）。

## 地理

### 位置
州内でも有名な保養地であるフィヒテナウは、バーデン＝ヴュルテンベルク州の北東部、バイエルン州の州境に直接面する位置にある。バイエルン州の都市であるディンケルスビュールまでは10 - 13kmほどである。この地域の中級中心都市であるクライルスハイムまでも遠くない場所である。

### 隣接する市町村
フィヒテナウに隣接する市町村は、西から時計回りに、シュティムプファッハ、クライルスハイム、クレスベルク（以上、シュヴェービッシュ・ハル郡）ディンケルスビュール（バイエルン州、アンスバッハ郡）、ヴェルト、エレンベルク、ヤクストツェル（以上、オストアルプ郡）

### 自治体の構成
ヴィルデンシュタイン

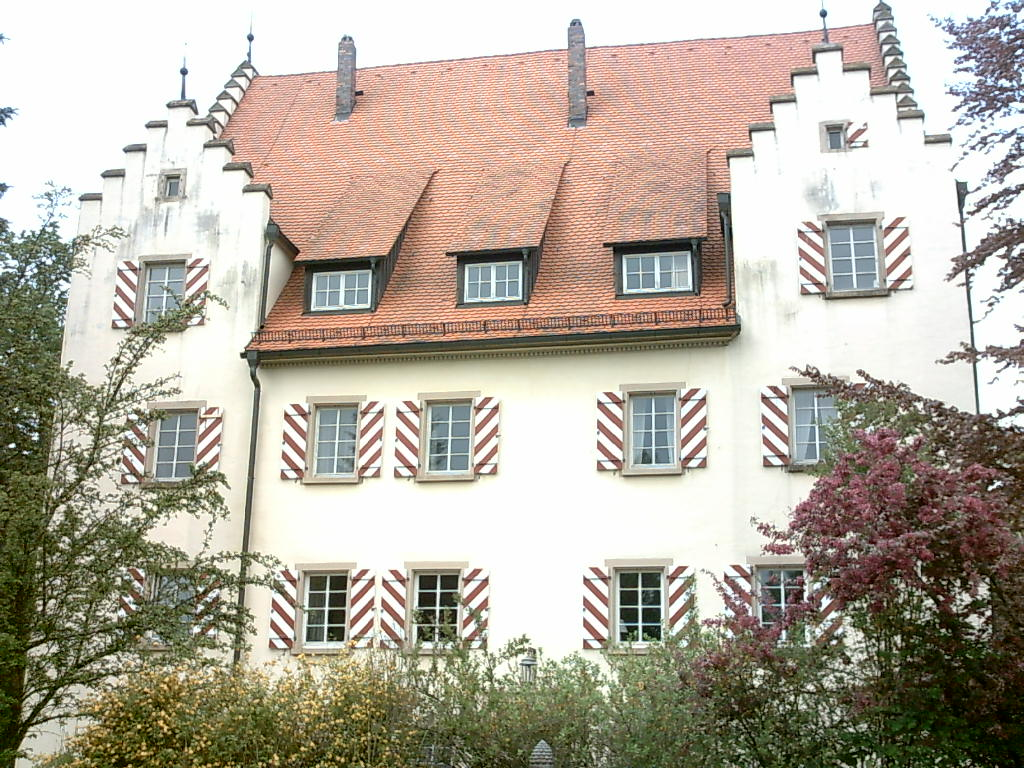
ヴァルデンシュタイン城

ヴィルデンシュタイン地区には、1970年代に建設された町役場があり、行政機能が置かれている。町役場の近くには、幼稚園を併設した教会や、修復された城館がある。ハッソ・フォン・ハルデンヴァングはその著書『イェーニシェン: ヴィルデンシュタインの雑貨商の記憶』（イェーニシェンついては歴史の項参照）でヴィルデンシュタインの日用雑貨商の伝統、なりわい、日常生活を活写している。
ウンタードイフシュテッテン
生徒数350人の基礎課程、本課程、実業中等教育の学校がある。城館があるが、こちらの城館はこれまで修復がなされていない。
マッツェンバッハ
市町村合併の祭に建設された大規模なスポーツ施設がある。"Stadion"（シュターディオン）と呼ばれるこの施設には、体育館、大きなサッカー場、中規模なサッカー場、硬質ゴムのグランドや走り幅跳び用の砂場などがある。またシュターディオンに併設して2面のテニスコート、スカッシュ場、ミニゴルフ場などもある。
ラウテンバッハ
ラウテンバッハ地区にはシュトールヒェンヴァイハーという池がある。毎年7月の第1週の週末にゼーフェスト（池祭り）が開催される。
フィヒテナウにはこの他に、グローセンフープ、クレッテンバッハ、グンツァッハ、ブイッケンヴァイラー、ベルンハルツヴァイラー、レトライン、ノイシュテットラインといった地区がある。

## 歴史
フィヒテナウは、バーデン＝ヴュルテンベルク州の自治体再編の時代1973年1月1日に、それまで独立した自治体であった4つの村、ラウテンバッハ、マッツェンバッハ、ウンタードイフシュテッテン、ヴィンデンシュタインが合併して形成された。自治体フィヒテナウの地域は、昔から国境地域であった。ローマ時代にはすでにローマ帝国の大城壁であるリーメスのわずか数km北にあたる、森に覆われた国境地域であった。民族大移動の後は、シュヴァーベン公領に属すリースガウとフランケン公領に属すマウラハガウの国境がこの自治体のあたりを走っていた。またこれと並行してヴュルツブルク司教領とアウクスブルク司教領の境界もこの地域にあった。中世になるとこの国境地帯に、ヴェルダースフープ、ヴィルデンシュタイン、マッツェンバッハ、ウンタードイフシュテッテン、ラウテンバッハ、ベルンハルツヴァイラーといった騎士領が発達した。しかし、これに対してはアンスバッハ辺境伯や一部はエルヴァンゲンの領主司祭の影響力の下にあった。ヴェルダースフープは1700年にはすでに、アンスバッハ辺境伯に売却され、ラウテンバッハも1730年にこれに続いた。1791年に最後の辺境伯が退位するとこれを受け継いだプロイセン王国は、残りの騎士領も強制的に自国の勢力下に取り込んだ。1806年には他のアンスバッハ侯領の地域とともにバイエルン王国領となったが、バイエルン王国とヴュルテンベルク王国との領土交換により1810年にヴュルテンベルク王国領となった。初めヴュルテンベルクは、ヴィルデンシュタイン、ラウテンバッハ、マッツェンバッハ、ウンタードイフシュテッテンの村を作った。残りの大部分の集落は行政上の独立を喪失した。1850年頃、ウンタードイフシュテッテンとマッツェンバッハが合併し、マッツェンバッハの一部であったグンツァッハはヴィルデンシュタインに、クレッテンバッハとフィヒテンホーフはレーヒェンベルクに編入された。ベルンハルツヴァイラーはラウテンバッハのレトラインやノイシュテットラインと合併した。1973年にこれらの自治体が合併し、現在のフィヒテナウが誕生したのである。
この地域は、また、方言の境界が走っている地域であることが研究で明らかとなっている。マッツェンバッハとウンタードイフシュテッテンではシュヴァーベン方言が優勢でこれにフランケン訛りがところどころ混じるのだが、その他の地区では、ホーエンローエ＝フランケン方言が使われている。騎士領のラウテンバッハやヴィルデンシュタインもそうなのだが、特にマッツェンバッハとウンタードイフシュテッテンは三十年戦争後にイェーニシェンと呼ばれる人々が入植した土地が多い。彼らは、三十年戦争で流民化した、元々日用品を家内で作成したり、手工業的に生産していた人々だった。

## 文献
- Hasso von Haldenwang: Die Jenischen, Erinnerungen an die Wildensteiner Hausierhändler, Baier, Crailsheim, ISBN 3-929233-19-3

この文献は、ドイツ語版の参考文献として挙げられていたものであり、日本語版作成に際し、直接参照してはおりません。

## 引用
1. ↑  Statistisches Landesamt Baden-Württemberg – Bevölkerung nach Nationalität und Geschlecht am 31. Dezember 2023 (CSV-Datei)